# Erastus Shuumbwa
Erastus Shuumbwa (* 20. August 1974 in Ondukutu, Südwestafrika) ist ein namibischer Politiker. Er ist als Parteivizepräsident der All People’s Party (APP) Präsidentschaftskandidat 2024. Als dieser erhielt er 0,19 Prozent der Stimmen.

## Leben
Shuumbwa besuchte de Eihonda Secondary School und verließ dieses frühzeitig nach der 10. Klasse. Daraufhin besuchte er das Triumphant College wo er Rechtswissenschaften lernte.
Seit März 2020 ist Shuumbwa Mitglied der namibischen Nationalversammlung.